# Eutelia guerouti
Eutelia guerouti là một loài bướm đêm trong họ Noctuidae.